# Grougis
Grougis är en kommun i departementet Aisne i regionen Hauts-de-France i norra Frankrike. Kommunen ligger  i kantonen Wassigny som ligger i arrondissementet Vervins. År 2022 hade Grougis 310 invånare.

## Befolkningsutveckling
Antalet invånare i kommunen Grougis
Referens: INSEE